# Aslanbek Germanowitsch Bissultanow
Aslanbek Germanowitsch Bissultanow (russisch Асланбек Германович Бисултанов; * 1956 im Gebiet Dschambul, Kasachische SSR; † 2001) war ein sowjetischer Ringer tschetschenischer Abstammung. Er war im Jahre 1977 Welt- und Europameister im freien Stil im Schwergewicht.

## Werdegang
Aslanbek Bissultanow, ein Tschetschene, begann 1967 in Grosny mit dem Ringen. Er zeigte bald sein Talent als Freistilringer und erzielte im nationalen Bereich schon als Jugendlicher gute Ergebnisse. In Grosny wurde er von Degi Bagajew trainiert, der dafür sorgte, dass Aslanbek Bissultanow als einer der wenigen tschetschenischen Freistilringer neben den ossetischen und dagestanischen Ringern, die das Niveau der Freistilringer in der damaligen Sowjetunion und nun in Russland bestimmten, bestehen konnte. Bei den Junioren wurde er in den Jahren 1974 und 1976 in Haparanda und Poznań Europameister im Schwergewicht (Klasse bis 100 kg Körpergewicht) und im Jahre 1975 in Haskovo sogar Weltmeister im Schwergewicht.
Im Jahre 1977 wurde er erstmals sowjetischer Meister im Schwergewicht bei den Senioren. Bei den sich anschließenden Europameisterschaften in Bursa setzte er seine Erfolgsserie fort, denn er wurde Europameister. Er besiegte dabei mit Mehmet Güçlü aus der Türkei, Tomasz Busse aus Polen, Walentin Petrow aus Bulgarien und Harald Büttner aus der DDR vier Weltklasseringer. Genauso erfolgreich war er wenige Monate später bei der Weltmeisterschaft 1977 in Lausanne. Er besiegte dort Ali Reza Soleimani aus dem Iran, Chorloogiin Bajanmönch aus der Mongolei, Vasile Pușcașu aus Rumänien und erneut Harald Büttner und wurde Weltmeister.
1978 und 1979 belegte Aslanbek Bissultanow bei der sowjetischen Meisterschaft im Schwergewicht jeweils den 2. Platz hinter Ilja Fjodorowitsch Mate, aber wurde nicht bei internationalen Meisterschaften eingesetzt. Der weitere Verlauf seiner Karriere war davon gekennzeichnet, dass in der damaligen Sowjetunion im Schwergewicht eine Vielzahl von Weltklasseringern vorhanden waren. Iwan Jarygin, Ilja Fjodorowitsch Mate, Salman Chassimikow, Magomed Magomedow und Lewan Tediaschwili, alles Ringer, die entweder Olympiasieger oder Weltmeister waren, nahmen ihm weitere Erfolge auf der internationalen Ringermatte.

## Internationale Erfolge
(WM = Weltmeisterschaft, EM = Europameisterschaft, F = freier Stil, S = Schwergewicht, SS = Superschwergewicht, damals bis 100 kg bzw. über 100 kg Körpergewicht)
- 1974, 1. Platz, Junioren-EM in Haparanda, F, S, vor Iwan Lazarow, Bulgarien und Roland Gehrke, DDR;
- 1975, 5. Platz, Intern. Turnier in Tiflis, F, S, hinter Salman Chassimikow, Moseschwili, Chutaba u. Ikajew, alle UdSSR;
- 1975, 1. Platz, Junioren-WM in Haskovo, F, S, vor Slawtscho Tscherwenkow, Bulgarien und Larry Bielenburg, USA;
- 1976, 1. Platz, Junioren-EM in Poznań, F, S, vor Walentin Petkow und Lajos Necz, Ungarn;
- 1976, 1. Platz, „Dan-Kolew“-Turnier in Warna, F, SS, vor Roland Gehrke, DDR u. Gertschew Bulgarien;
- 1977, 1. Platz, „Dan-Kolew“-Turnier in Jambol, F, S, vor Mehmet Güçlü, Türkei und Morgan, Kuba;
- 1977, 1. Platz, „Aryamehr“-Turnier in Teheran, F, S, vor Roland Gehrke und Tomasz Busse, Polen;
- 1977, 1. Platz, EM in Bursa, F, S, mit Siegen über Mehmet Güçlü, Tomasz Busse, Walentin Petrow u. Harald Büttner, DDR;
- 1977, 1. Platz, WM in Lausanne, F, S, mit Siegen über Ali Reza Soleimani, Iran, Chris Dolman, Niederlande, Wyatt Wishart, Kanada, Chorloogiin Bajanmönch, Mongolei, Vasile Pușcașu, Rumänien und Harald Büttner;
- 1979, 2. Platz, Großer Preis der Bundesrepublik Deutschland in Freiburg, F, S, hinter Vasile Puscasu und vor Stelică Morcov, Bulgarien, Boguslaw Naumowicz, Polen und Andreas Schröder, DDR

## UdSSR-Meisterschaften
- 1977, 1. Platz, F, S,
- 1978, 2. Platz, F, S, hinter Ilja Fjodorowitsch Mate und vor Iwan Jarygin,
- 1979, 2. Platz, F, S, hinter Ilja Mate und vor Magomed Magomedow

## Weblink
Profil von Aslanbek Bissultanow bei United World Wrestling
| Personendaten    | Personendaten                              |
| ---------------- | ------------------------------------------ |
| NAME             | Bissultanow, Aslanbek Germanowitsch        |
| ALTERNATIVNAMEN  | Бисултанов, Асланбек Германович (russisch) |
| KURZBESCHREIBUNG | sowjetischer Ringer                        |
| GEBURTSDATUM     | 1956                                       |
| GEBURTSORT       | Gebiet Dschambul, Kasachische SSR          |
| STERBEDATUM      | 2001                                       |